# 斯特凡诺·切廖尼
斯特凡诺·切廖尼（義大利語：Stefano Cerioni，1964年1月24日—），意大利男子击剑运动员。他参加了1984年、1988年、1992年和1996年夏季奥运会击剑比赛，共获得2枚金牌和1枚铜牌。退役后担任教练，曾先后在意大利青年队和俄罗斯成年国家队执教。

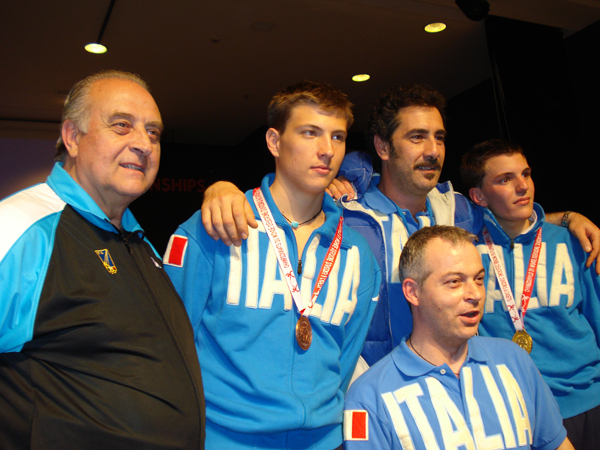
2007年与意大利青年队合影

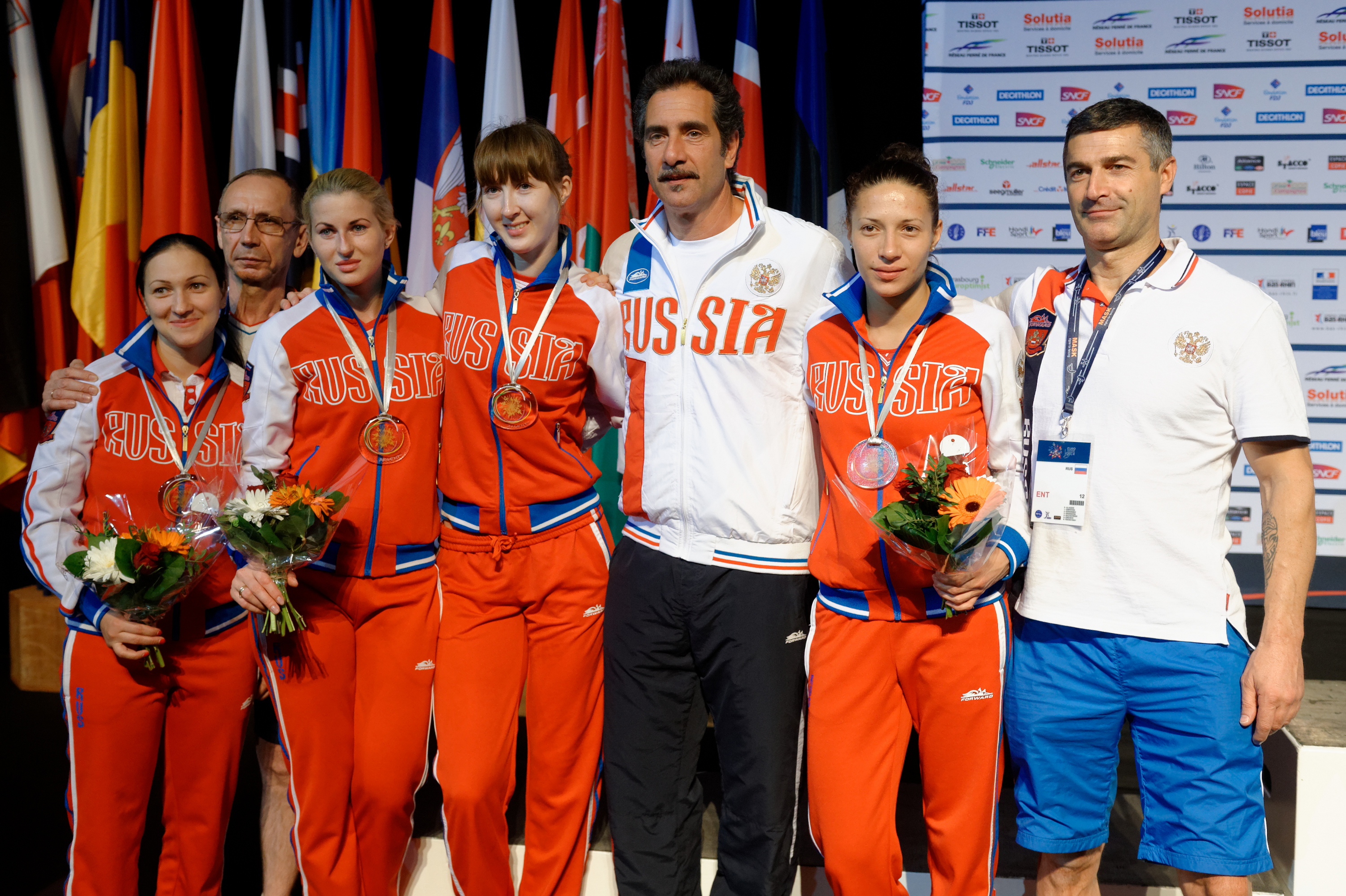
带领俄罗斯队参加2014年欧洲击剑锦标赛